# Гузєєва Лариса Андріївна
Лариса Андріївна Гузєєва — радянська і російська актриса. Заслужена артистка Росії (1994). З 2008 року веде програму «Давай одружимося!».
Фігурантка бази даних центру «Миротворець» (свідоме порушення державного кордону України, незаконна гастрольна діяльність на території анексованого РФ Криму, антиукраїнська пропаганда).

## Життєпис
Народилася 23 травня 1959 р. в радгоспі Буртинський Оренбурзької обл. в родині робітника. Закінчила Ленінградський інститут театру, музики і кінематографії (1984, курс В. П. Петрова).
Дебютувала в кіно студенткою 3-го курсу в фільмі Е. Рязанова «Жорстокий романс» (1984, 2 с, Лариса).

## Фільмографія
Знялася у стрічках:
- 1979 — Місце зустрічі змінити не можна — супутниця Тараскіна на вечорі і в ресторані, (дебют в кіно), (немає в титрах)
- 1984 — Жорстокий романс — Лариса Дмитрівна Огудалова (головна роль; озвучування — Анна Каменкова (голос), Валентина Пономарьова (вокал)
- 1985 — Зустрінемося в метро — Леля Варшавська
- 1985 — Суперниці — Наталя Миколаївна Озернікова, (головна роль)
- 1985 — Чужі тут не ходять — Наташа Уланова, сестра лісника, художниця
- 1986 — Одинокий автобус під дощем — Любов Іванівна Литвинова, касир
- 1986 — Пригоди Шерлока Холмса і доктора Ватсона — Мадам Анрі Фурне. XX століття починається, 5 фільм, 2 серії
- 1986 — Секретний фарватер — Вікторія Мезенцева
- 1986 — Таємничий в'язень — Лариса Россеті
- 1986-1988 — Життя Клима Самгіна — Єлизавета Співак
- 1987 — Біле прокляття — Надія Сергіївна, лікар
- 1988 — Вірними залишимося / Верни ще останем
- 1988 — Цуценя — Член президії
- 1989 — Анна Петрівна
- 1989 — СВ. Спальний вагон — Євгенія Воробйова
- 1990 — Марія Магдаліна
- 1990 — Кат — Свєта
- 1991 — Сім днів з російською красунею — дворянка
- 1991 — Обранець — Комісар
- 1992 — В тій царині небес — Владлена
- 1992 — Патріотична комедія — Зінаїда
- 1994 — Вирок — Бет Конлі
- 1995 — Акваріум — епізод
- 2005 — Замовлення (фільм, 2005) — Галя, подруга Ганни